# Gloeocoryneum cinereum
Gloeocoryneum cinereum är en svampart som först beskrevs av Dearn., och fick sitt nu gällande namn av Weindlm. 1964. Gloeocoryneum cinereum ingår i släktet Gloeocoryneum, divisionen sporsäcksvampar och riket svampar.   Inga underarter finns listade i Catalogue of Life.